# Algarve Cup 2018
Navigation
Édition précédente Édition suivante
L'Algarve Cup 2018 est la vingt-cinquième édition de l'Algarve Cup, compétition internationale amicale de football féminin qui a lieu chaque année en Algarve, au Portugal. Le tournoi se déroule du 28 février au 7 mars 2018. C'est le tournoi des premières fois, en effet depuis sa création, la finale n'est pas disputée, cela à cause de mauvaises conditions climatiques. C'est aussi la première fois que le pays hôte se classe à la troisième place du tournoi (meilleur classement avant le début du tournoi cinquième sur six en 1994). Et pour finir Cláudia Neto, est la première portugaise à être désignée meilleure joueuse du tournoi.

## Format
Les douze équipes invitées sont divisées en trois groupes.
Les deux meilleures équipes parmi celles qui vont terminer à la première place de leur poule accèdent à la finale pour le titre. Il en est de même pour les matches de classements.

## Équipes
Les poules sont annoncées le 18 décembre 2017 sur le site de la Fédération portugaise de football.
| Groupe | Équipe       | Classement FIFA (décembre 2017) |
| ------ | ------------ | ------------------------------- |
| A      | Australie    | 4                               |
| A      | Norvège      | 14                              |
| A      | Chine        | 16                              |
| A      | Portugal     | 38                              |
| B      | Canada       | 5                               |
| B      | Suède        | 11                              |
| B      | Corée du Sud | 14                              |
| B      | Russie       | 25                              |
| C      | Pays-Bas     | 7                               |
| C      | Japon        | 9                               |
| C      | Danemark     | 12                              |
| C      | Islande      | 20                              |

## Arbitres
Le 21 février 2018, la FIFA annonce les douze arbitres et les vingt-quatre arbitres assistants qui participent à la compétition.
| Confédération | Arbitres                                              | Arbitres assistants                                                                                    |
| ------------- | ----------------------------------------------------- | --- |
| AFC           | Hyeon Jeong Oh Casey Reibelt                          | Maiko Hagio Mengxiao Bao Seul Gi Lee Thi Le Trinh Truong                                               |
| CAF           | Lidya Tafesse Abebe Jonesia Rukyaa Salima Mukansanga  | Queency Victoire Mary Njoroge Idrissa Fanta Kone Botsalo Mosimanewatlala Josiane Mbakop Bielignin Some |
| CONCACAF      | Marianela Araya Cruz Ekaterina Koroleva               | Kimberly Moreira Rojas Elizabeth Aguilar Felisha Mariscal Deleana Quan                                 |
| CONMEBOL      | Maria Carvajal Laura Fortunato                        | Leslie Vasquez Loreto Toloza Mariana de Almeida Maria Rocco                                            |
| UEFA          | Sandra Bastos Monika Mularczyk Anastasia Pustovoytova | Rocío Puente Pino Lucia Abruzzese Ekaterina Marinova Lisa Rashid Ekaterina Kurochkina Mihaela Tepusa   |

## Stades
- Estádio Municipal Bela Vista, Parchal, capacité 1 500 places.
- Estádio Municipal de Lagos, Lagos, capacité 4 600 places.
- Estádio Municipal de Albufeira, Albufeira, capacité de 5 000 places.
- Complexo Desportivo de Vila Real de Santo António, Vila Real de Santo António, capacité de 7 500 places.
- Estádio Algarve, Loulé, capacité de 30 305 places.

## Phase de groupes
En cas d'égalité après les trois journées de poule, les équipes sont départagées selon les critères suivants :
1. le nombre de points obtenus lors de la confrontation entre les équipes à égalité ;
2. la différence de buts sur tous les matchs de poule ;
3. le nombre de buts marqués dans tous les matchs de poule ;
4. le classement du fair-play sur tous les matchs de poule ;
5. le classement FIFA.

### Groupe A
La surprise de ce groupe vient de la sélection portugaise qui rivalise avec les australiennes, tenant même la première place du groupe, jusqu'à la dernière minute du match opposant les australiennes aux chinoises. Les australiennes marquent à la 91e minute, le but qui les propulse à la première place du classement.
| Rang | Équipe    | Pts | J | G | N | P | Bp | Bc | Diff |  | Résultats (▼ dom., ► ext.) |     |     |     |  |
| ---- | --------- | --- | - | - | - | - | -- | -- | ---- |  | -------------------------- | --- | --- | --- |  |
| 1    | Australie | 7   | 3 | 2 | 1 | 0 | 6  | 3  | +3   |  | Australie                  |     | 4-3 | 2-0 |  |
| 2    | Portugal  | 7   | 3 | 2 | 1 | 0 | 4  | 1  | +3   |  | Portugal                   | 0-0 | 2-0 | 2-1 |  |
| 3    | Norvège   | 3   | 2 | 1 | 0 | 2 | 5  | 6  | -1   |  | Norvège                    |     |     |     |  |
| 4    | Chine     | 0   | 3 | 0 | 0 | 3 | 1  | 6  | -5   |  | Chine                      |     | 0-2 |     |  |

| 28 février 2018 | Portugal                               | 2 - 1   | Chine        |                                                                  |                                                                  |
| 15 h 00         | Carolina Mendes 60e · Carole Costa 85e | (0 - 0) | Yànlù Xǔ 57e | Stade Municipal de Lagos, Lagos Arbitrage : Marianela Araya Cruz | Stade Municipal de Lagos, Lagos Arbitrage : Marianela Araya Cruz |
| 15 h 00         | Rapport                                |         |              | Stade Municipal de Lagos, Lagos Arbitrage : Marianela Araya Cruz | Stade Municipal de Lagos, Lagos Arbitrage : Marianela Araya Cruz |

| 28 février 2018 | Australie                                                            | 4 - 3   | Norvège                                          |                                                                                        |                                                                                        |
| 18 h 30         | Clare Polkinghorne 13e & 90e · Chloe Logarzo 24e · Samantha Kerr 31e | (3 - 1) | Elise Thorsnes 11e & 61e · Lisa-Marie Utland 52e | Estádio Municipal de Albufeira, Albufeira Spectateurs : - Arbitrage : Monika Mularczyk | Estádio Municipal de Albufeira, Albufeira Spectateurs : - Arbitrage : Monika Mularczyk |
| 18 h 30         | Rapport                                                              |         |                                                  | Estádio Municipal de Albufeira, Albufeira Spectateurs : - Arbitrage : Monika Mularczyk | Estádio Municipal de Albufeira, Albufeira Spectateurs : - Arbitrage : Monika Mularczyk |

| 2 mars 2018 | Portugal | 0 - 0   | Australie |                                                                   |                                                                   |
| 15 h 00     | -        | (0 - 0) | -         | Estádio Algarve, Loulé Spectateurs : - Arbitrage : Jonesia Rukyaa | Estádio Algarve, Loulé Spectateurs : - Arbitrage : Jonesia Rukyaa |
| 15 h 00     | Rapport  |         |           | Estádio Algarve, Loulé Spectateurs : - Arbitrage : Jonesia Rukyaa | Estádio Algarve, Loulé Spectateurs : - Arbitrage : Jonesia Rukyaa |

| 2 mars 2018 | Chine   | 0 - 2   | Norvège                                     | | |
| 15 h 00     | -       | (0 - 1) | Ingrid Syrstad Engen 25e · Maren Mjelde 88e | Complexo Desportivo de Vila Real de Santo António, Vila Real de Santo António Spectateurs : - Arbitrage : Ekaterina Koroleva | Complexo Desportivo de Vila Real de Santo António, Vila Real de Santo António Spectateurs : - Arbitrage : Ekaterina Koroleva |
| 15 h 00     | Rapport |         |                                             | Complexo Desportivo de Vila Real de Santo António, Vila Real de Santo António Spectateurs : - Arbitrage : Ekaterina Koroleva | Complexo Desportivo de Vila Real de Santo António, Vila Real de Santo António Spectateurs : - Arbitrage : Ekaterina Koroleva |

| 5 mars 2018 | Portugal                           | 2 - 0   | Norvège |                                                                     |                                                                     |
| 19 h 00     | Cláudia Neto 36e · Diana Silva 49e | (1 - 0) | -       | Estádio Algarve, Loulé Spectateurs : - Arbitrage : Monika Mularczyk | Estádio Algarve, Loulé Spectateurs : - Arbitrage : Monika Mularczyk |
| 19 h 00     | Rapport                            |         |         | Estádio Algarve, Loulé Spectateurs : - Arbitrage : Monika Mularczyk | Estádio Algarve, Loulé Spectateurs : - Arbitrage : Monika Mularczyk |

| 5 mars 2018 | Australie                               | 2 - 0   | Chine |                                                                       |                                                                       |
| 19 h 00     | Chloe Logarzo 51e · Samantha Kerr 90+1e | (0 - 0) | -     | Estádio Municipal de Albufeira, Albufeira Arbitrage : Laura Fortunato | Estádio Municipal de Albufeira, Albufeira Arbitrage : Laura Fortunato |
| 19 h 00     | Rapport                                 |         |       | Estádio Municipal de Albufeira, Albufeira Arbitrage : Laura Fortunato | Estádio Municipal de Albufeira, Albufeira Arbitrage : Laura Fortunato |

### Groupe B
Pas d'énorme surprise dans ce groupe B, néanmoins c'est la Suède qui occupe la première place devant le Canada qui est mieux placé au classement FIFA.
| Rang | Équipe       | Pts | J | G | N | P | Bp | Bc | Diff |  | Résultats (▼ dom., ► ext.) |     |     |     |     |
| ---- | ------------ | --- | - | - | - | - | -- | -- | ---- |  | -------------------------- | --- | --- | --- | --- |
| 1    | Suède        | 7   | 3 | 2 | 1 | 0 | 7  | 2  | +5   |  | Suède                      |     |     | 1-1 | 3-0 |
| 3    | Canada       | 6   | 3 | 2 | 0 | 1 | 5  | 3  | +2   |  | Canada                     |     | 1-3 |     |     |
| 2    | Corée du Sud | 4   | 3 | 1 | 1 | 1 | 4  | 5  | -1   |  | Corée du Sud               | 0-3 |     |     | 3-1 |
| 4    | Russie       | 0   | 3 | 0 | 0 | 3 | 1  | 7  | -6   |  | Russie                     | 0-1 |     |     |     |

| 28 février 2018 | Corée du Sud                                         | 3 - 1   | Russie               |                                                                       |                                                                       |
| 15 h 00         | Lee Min-a 45e · Han Chae-rin 52e · Jung Seol-bin 76e | (1 - 1) | Anna Belomytseva 16e | Estádio Municipal de Albufeira, Albufeira Arbitrage : Laura Fortunato | Estádio Municipal de Albufeira, Albufeira Arbitrage : Laura Fortunato |
| 15 h 00         | Rapport                                              |         |                      | Estádio Municipal de Albufeira, Albufeira Arbitrage : Laura Fortunato | Estádio Municipal de Albufeira, Albufeira Arbitrage : Laura Fortunato |

| 28 février 2018 | Canada              | 1 - 3   | Suède                                                            |                                                                                          |                                                                                          |
| 19 h 00         | Nichelle Prince 46e | (0 - 1) | Mimmi Larsson 43e · Fridolina Rolfö 51e · Stina Blackstenius 87e | Estádio Municipal da Bela Vista, Parchal Spectateurs : - Arbitrage : Lidya Tafesse Abebe | Estádio Municipal da Bela Vista, Parchal Spectateurs : - Arbitrage : Lidya Tafesse Abebe |
| 19 h 00         | Rapport             |         |                                                                  | Estádio Municipal da Bela Vista, Parchal Spectateurs : - Arbitrage : Lidya Tafesse Abebe | Estádio Municipal da Bela Vista, Parchal Spectateurs : - Arbitrage : Lidya Tafesse Abebe |

| 2 mars 2018 | Russie  | 0 - 1   | Canada                        |                                                                  |                                                                  |
| 19 h 00     | -       | (0 - 1) | Christine Sinclair 25e (pen.) | Estádio Algarve, Loulé Spectateurs : - Arbitrage : Sandra Bastos | Estádio Algarve, Loulé Spectateurs : - Arbitrage : Sandra Bastos |
| 19 h 00     | Rapport |         |                               | Estádio Algarve, Loulé Spectateurs : - Arbitrage : Sandra Bastos | Estádio Algarve, Loulé Spectateurs : - Arbitrage : Sandra Bastos |

| 2 mars 2018 | Suède                  | 1 - 1   | Corée du Sud  |                                                                                        |                                                                                        |
| 19 h 0      | Stina Blackstenius 20e | (1 - 1) | Lee Min-a 33e | Estádio Municipal da Bela Vista, Parchal Spectateurs : - Arbitrage : Salima Mukansanga | Estádio Municipal da Bela Vista, Parchal Spectateurs : - Arbitrage : Salima Mukansanga |
| 19 h 0      | Rapport                |         |               | Estádio Municipal da Bela Vista, Parchal Spectateurs : - Arbitrage : Salima Mukansanga | Estádio Municipal da Bela Vista, Parchal Spectateurs : - Arbitrage : Salima Mukansanga |

| 5 mars 2018 | Suède                                            | 3 - 0   | Russie |                                                                                    |                                                                                    |
| 15 h 00     | Filippa Angeldal 31e · Fridolina Rolfö 50e & 61e | (1 - 0) |        | Estádio Municipal de Lagos, Lagos Spectateurs : - Arbitrage : Marianela Araya Cruz | Estádio Municipal de Lagos, Lagos Spectateurs : - Arbitrage : Marianela Araya Cruz |
| 15 h 00     | Rapport                                          |         |        | Estádio Municipal de Lagos, Lagos Spectateurs : - Arbitrage : Marianela Araya Cruz | Estádio Municipal de Lagos, Lagos Spectateurs : - Arbitrage : Marianela Araya Cruz |

| 5 mars 2018 | Corée du Sud | 0 - 3   | Canada                                                   |                                                                      |                                                                      |
| 15 h 00     |              | (0 - 1) | Christine Sinclair 24e (pen.) & 79e · Jessie Fleming 73e | Estádio Municipal de Albufeira, Albufeira Arbitrage : Maria Carvajal | Estádio Municipal de Albufeira, Albufeira Arbitrage : Maria Carvajal |
| 15 h 00     | Rapport      |         |                                                          | Estádio Municipal de Albufeira, Albufeira Arbitrage : Maria Carvajal | Estádio Municipal de Albufeira, Albufeira Arbitrage : Maria Carvajal |

### Groupe C
Pas de surprise non plus dans ce groupe où les championnes d'Europe en titre se hissent à la première place.
| Rang | Équipe   | Pts | J | G | N | P | Bp | Bc | Diff |  | Résultats (▼ dom., ► ext.) |     |  |     |     |
| ---- | -------- | --- | - | - | - | - | -- | -- | ---- |  | -------------------------- | --- |  | --- | --- |
| 1    | Pays-Bas | 7   | 3 | 2 | 1 | 0 | 9  | 4  | +5   |  | Pays-Bas                   |     |  |     |     |
| 2    | Japon    | 6   | 3 | 2 | 0 | 1 | 6  | 7  | -1   |  | Japon                      | 2-6 |  | 2-0 | 2-1 |
| 3    | Islande  | 2   | 3 | 0 | 2 | 1 | 1  | 2  | -1   |  | Islande                    | 0-0 |  |     |     |
| 4    | Danemark | 1   | 3 | 0 | 1 | 2 | 2  | 5  | -3   |  | Danemark                   | 2-3 |  |     | 0-0 |

| 28 février 2018 | Japon                                | 2 - 6   | Pays-Bas |                                                                             |                                                                             |
| 15 h 40         | Emi Nakajima 38e · Mana Iwabuchi 82e | (1 - 5) | Lieke Martens 4e & 52e · Lineth Beerensteyn 8e · Siri Worm 31e · Shanice van de Sanden 35e · Stefanie van der Gragt 44e | Estádio Municipal da Bela Vista, Parchal Arbitrage : Anastasia Pustovoytova | Estádio Municipal da Bela Vista, Parchal Arbitrage : Anastasia Pustovoytova |
| 15 h 40         | Rapport                              |         | | Estádio Municipal da Bela Vista, Parchal Arbitrage : Anastasia Pustovoytova | Estádio Municipal da Bela Vista, Parchal Arbitrage : Anastasia Pustovoytova |

| 28 février 2018 | Danemark | 0 - 0   | Islande |                                                                              |                                                                              |
| 18 h 30         | -        | (0 - 0) | -       | Estádio Municipal de Lagos, Lagos Spectateurs : - Arbitrage : Hyeon Jeong Oh | Estádio Municipal de Lagos, Lagos Spectateurs : - Arbitrage : Hyeon Jeong Oh |
| 18 h 30         | Rapport  |         |         | Estádio Municipal de Lagos, Lagos Spectateurs : - Arbitrage : Hyeon Jeong Oh | Estádio Municipal de Lagos, Lagos Spectateurs : - Arbitrage : Hyeon Jeong Oh |

| 2 mars 2018 | Japon                                  | 2 - 1   | Islande               |                                                                                     |                                                                                     |
| 15 h 25     | Yuika Sugasawa 15e · Mana Iwabuchi 86e | (1 - 0) | Hlín Eiríksdóttir 74e | Estádio Municipal da Bela Vista, Parchal Spectateurs : - Arbitrage : Maria Carvajal | Estádio Municipal da Bela Vista, Parchal Spectateurs : - Arbitrage : Maria Carvajal |
| 15 h 25     | Rapport                                |         |                       | Estádio Municipal da Bela Vista, Parchal Spectateurs : - Arbitrage : Maria Carvajal | Estádio Municipal da Bela Vista, Parchal Spectateurs : - Arbitrage : Maria Carvajal |

| 2 mars 2018 | Danemark                                                 | 2 - 3   | Pays-Bas                                                                              | | |
| 18 h 30     | Pernille Mosegaard-Harder 19e · Frederikke Thøgersen 34e | (2 - 1) | Cheyenne van den Goorbergh 31e · Lieke Martens 78e · Simone Boye Sørensen 90+4e (csc) | Complexo Desportivo de Vila Real de Santo António, Vila Real de Santo António Spectateurs : - Arbitrage : Casey Reibelt | Complexo Desportivo de Vila Real de Santo António, Vila Real de Santo António Spectateurs : - Arbitrage : Casey Reibelt |
| 18 h 30     | Rapport                                                  |         |                                                                                       | Complexo Desportivo de Vila Real de Santo António, Vila Real de Santo António Spectateurs : - Arbitrage : Casey Reibelt | Complexo Desportivo de Vila Real de Santo António, Vila Real de Santo António Spectateurs : - Arbitrage : Casey Reibelt |

| 5 mars 2018 | Japon                                         | 2 - 0   | Danemark |                                                                        |                                                                        |
| 15 h 40     | Yui Hasegawa 82e · Mana Iwabuchi 90+3e (pen.) | (0 - 0) |          | Estádio Algarve, Loulé Spectateurs : - Arbitrage : Lidya Tafesse Abebe | Estádio Algarve, Loulé Spectateurs : - Arbitrage : Lidya Tafesse Abebe |
| 15 h 40     | Rapport                                       |         |          | Estádio Algarve, Loulé Spectateurs : - Arbitrage : Lidya Tafesse Abebe | Estádio Algarve, Loulé Spectateurs : - Arbitrage : Lidya Tafesse Abebe |

| 5 mars 2018 | Islande | 0 - 0   | Pays-Bas |                                                                                     |                                                                                     |
| 15 h 40     | -       | (0 - 0) | -        | Estádio Municipal da Bela Vista, Parchal Spectateurs : - Arbitrage : Hyeon Jeong Oh | Estádio Municipal da Bela Vista, Parchal Spectateurs : - Arbitrage : Hyeon Jeong Oh |
| 15 h 40     | Rapport |         |          | Estádio Municipal da Bela Vista, Parchal Spectateurs : - Arbitrage : Hyeon Jeong Oh | Estádio Municipal da Bela Vista, Parchal Spectateurs : - Arbitrage : Hyeon Jeong Oh |

### Classement général final des 3 groupes
Ce classement détermine les équipes participantes aux différents matches de classement.
Ce classement est établi en tenant des critères suivants :
1. le classement dans les groupes ;
2. le nombre de points obtenus sur tous les matchs de poule ;
3. la différence de buts sur tous les matchs de poule ;
4. le nombre de buts marqués dans tous les matchs de poule ;
5. le classement du fair-play sur tous les matchs de poule ;
6. le classement FIFA.

| Cl. Groupe | Groupe | Rang | Équipe       | Pts | M | V | N | D | Bp | Bc | Diff. | Matches de classement |
| ---------- | ------ | ---- | ------------ | --- | - | - | - | - | -- | -- | ----- | --------------------- |
| 1          | C      | 1    | Pays-Bas     | 7   | 3 | 2 | 1 | 0 | 9  | 4  | +5    | Finale                |
| 1          | B      | 2    | Suède        | 7   | 3 | 2 | 1 | 0 | 7  | 2  | +5    | Finale                |
| 1          | A      | 3    | Australie    | 7   | 3 | 2 | 1 | 0 | 6  | 3  | +3    | 3° Place              |
| 2          | A      | 4    | Portugal     | 7   | 3 | 2 | 1 | 0 | 4  | 1  | +3    | 3° Place              |
| 2          | B      | 5    | Canada       | 6   | 3 | 2 | 0 | 1 | 5  | 3  | +2    | 5° Place              |
| 2          | C      | 6    | Japon        | 6   | 3 | 2 | 0 | 1 | 6  | 7  | -1    | 5° Place              |
| 3          | B      | 7    | Corée du Sud | 4   | 3 | 1 | 1 | 1 | 4  | 5  | -1    | 7° Place              |
| 3          | A      | 8    | Norvège      | 3   | 3 | 1 | 0 | 2 | 5  | 6  | -1    | 7° Place              |
| 3          | C      | 9    | Islande      | 2   | 3 | 0 | 2 | 1 | 1  | 2  | -1    | 9° Place              |
| 4          | C      | 10   | Danemark     | 1   | 3 | 0 | 1 | 2 | 2  | 5  | -3    | 9° Place              |
| 4          | A      | 11   | Chine        | 0   | 3 | 0 | 0 | 3 | 1  | 6  | -5    | 11° Place             |
| 4          | B      | 12   | Russie       | 0   | 3 | 0 | 0 | 3 | 1  | 7  | -6    | 11° Place             |

1. La finale se jouera entre les deux meilleures équipes classées premières des 3 groupes.
2. La 3e place sera jouée par la troisième meilleure équipe placée en première position contre la meilleure équipe classée deuxième des 3 groupes.
3. La 5e place sera jouée entre les équipes restantes classées à la deuxième place et de la meilleure troisième des trois groupes.
4. La 7e place sera jouée entre les deux équipes les mieux classées à la troisième place des 3 groupes.
5. La 9e place sera jouée entre la troisième équipe restantes, classée troisième contre la meilleure quatrième équipe des 3 groupes.
6. La 11e place sera jouée entre les équipes restantes classées à la quatrième place des 3 groupes.

## Matchs de classement

### Onzième place
| 7 mars 2018 | Chine                            | 2 - 1   | Russie              | Complexo Desportivo de Vila Real de Santo António, Vila Real de Santo António |               |
| 14 h 00     | Shānshān Liú 53e · Duān Sòng 78e | (0 - 1) | Sofia Shishkina 40e | Arbitrage : -                                                                 | Arbitrage : - |
| 14 h 00     | Rapport                          |         |                     | Arbitrage : -                                                                 | Arbitrage : - |

### Neuvième place
| 7 mars 2018 | Islande               | 1 - 1   | Danemark                 | Complexo Desportivo de Vila Real de Santo António, Vila Real de Santo António |                               |
| 18 h 30     | Hlín Eiríksdóttir 71e | (0 - 0) | Frederikke Thøgersen 62e | Arbitrage : Salima Mukansanga                                                 | Arbitrage : Salima Mukansanga |
| 18 h 30     | Rapport               |         |                          | Arbitrage : Salima Mukansanga                                                 | Arbitrage : Salima Mukansanga |

### Septième place
En raison des mauvaises conditions météorologiques, l'arbitre portugaise, Sandra Bastos suspend la rencontre.
| 7 mars 2018 | Corée du Sud | match suspendu | Norvège | Estádio Municipal de Albufeira, Albufeira |                           |
| 18 h 30     | -            | (0 - 0)        | -       | Arbitrage : Sandra Bastos                 | Arbitrage : Sandra Bastos |
| 18 h 30     | -            |                |         | Arbitrage : Sandra Bastos                 | Arbitrage : Sandra Bastos |

### Cinquième place
| 7 mars 2018 | Canada                                  | 2 - 0   | Japon | Estádio Municipal da Bela Vista, Parchal |                           |
| 14 h 55     | Janine Beckie 20e · Ashley Lawrence 50e | (1 - 0) |       | Arbitrage : Casey Reibelt                | Arbitrage : Casey Reibelt |
| 14 h 55     | Rapport                                 |         |       | Arbitrage : Casey Reibelt                | Arbitrage : Casey Reibelt |

### Troisième place
| 7 mars 2018 | Australie            | 1 - 2   | Portugal                              | Estádio Municipal de Albufeira, Albufeira |                                |
| 15 h 00     | Caitlin Cooper 45+3e | (1 - 1) | Nádia Gomes 38e · Vanessa Marques 56e | Arbitrage : Ekaterina Koroleva            | Arbitrage : Ekaterina Koroleva |
| 15 h 00     | Rapport              |         |                                       | Arbitrage : Ekaterina Koroleva            | Arbitrage : Ekaterina Koroleva |

## Finale
En raison d'une météo capricieuse la finale n'est pas disputée, les deux équipes finalistes sont déclarées vainqueurs
| 7 mars 2018 | Pays-Bas | -   | Suède | Estádio Municipal da Bela Vista, Parchal |                                    |
| 18 h 30     | -        | (-) | -     | Arbitrage : Anastasia Pustovoytova       | Arbitrage : Anastasia Pustovoytova |
| 18 h 30     | -        |     |       | Arbitrage : Anastasia Pustovoytova       | Arbitrage : Anastasia Pustovoytova |

| Pays-Bas | Suède |

| Pays-Bas :      |    |                                |
|                 |    |                                |
| G               | 1  | Sari van Veenendaal            |
| D               | 5  | Kika van Es                    |
| D               | 17 | Merel van Dongen               |
| D               | 22 | Liza van der Most              |
| D               | 24 | Danique Kerkdijk               |
| M               | 2  | Desiree van Lunteren           |
| M               | 4  | Kelly Zeeman                   |
| A               | 7  | Shanice van de Sanden          |
| A               | 18 | Esmee de Graaf                 |
| A               | 21 | Lineth Beerensteyn             |
| A               | 26 | Ellen Jansen                   |
| Remplacements : |    |                                |
| G               | 16 | Jennifer Vreugdenhil           |
| G               | 23 | Lize Kop                       |
| D               | 3  | Stefanie van der Gragt         |
| D               | 29 | Siri Worm                      |
| M               | 8  | Sherida Spitse                 |
| M               | 12 | Jill Roord                     |
| M               | 14 | Jackie Groenen                 |
| M               | 15 | Cheyenne van den Goorbergh     |
| M               | 19 | Michaela 'Sheila' van den Bulk |
| M               | 20 | Dominique Janssen              |
| A               | 11 | Lieke Martens                  |
| A               | 13 | Renate Jansen                  |
| Entraîneur :    |    |                                |
| Sarina Wiegman  |    |                                |

| Suède :           |    |                    |
|                   |    |                    |
| G                 | 1  | Hedvig Lindahl     |
| D                 | 3  | Linda Sembrant     |
| D                 | 6  | Magdalena Ericsson |
| D                 | 16 | Mia Carlsson       |
| M                 | 5  | Anna Oskarsson     |
| M                 | 14 | Hanna Folkesson    |
| M                 | 15 | Sandra Adolfsson   |
| M                 | 17 | Caroline Seger     |
| A                 | 7  | Loreta Kullashi    |
| A                 | 9  | Kosovare Asllani   |
| A                 | 10 | Sofia Jakobsson    |
| Remplacements :   |    |                    |
| G                 | 12 | Hilda Maria Carlén |
| G                 | 21 | Zecira Musovic     |
| D                 | 2  | Jonna Andersson    |
| D                 | 4  | Hanna Glas         |
| D                 | 13 | Amanda Ilestedt    |
| M                 | 8  | Amanda Edgren      |
| M                 | 19 | Filippa Angeldal   |
| M                 | 22 | Olivia Schough     |
| M                 | 23 | Elin Rubensson     |
| A                 | 18 | Fridolina Rolfö    |
| A                 | 20 | Mimmi Larsson      |
| Entraîneur :      |    |                    |
| Peter Gerhardsson |    |                    |

## Classement final
| Rang               | Équipe       |
| ------------------ | ------------ |
| Médaille d'or      | Pays-Bas     |
| Médaille d'or      | Suède        |
| Médaille de bronze | Portugal     |
| 4                  | Australie    |
| 5                  | Canada       |
| 6                  | Japon        |
| 7                  | Corée du Sud |
| 7                  | Norvège      |
| 9                  | Islande      |
| 10                 | Danemark     |
| 11                 | Chine        |
| 12                 | Russie       |

## Trophées

### Vainqueur
| Vainqueurs       |
| ---------------- |
| Pays-Bas & Suède |

### Meilleures joueuses

#### Meilleure joueuse du tournoi
Cláudia Neto, capitaine de la sélection portugaise a été désignée comme la meilleure joueuse du tournoi, par l'ensemble des sélectionneurs présents. Elle obtient 5 voix devant l'australienne Samantha Kerr, 4 voix.
| Meilleure joueuse | Equipe   |
| ----------------- | -------- |
| Cláudia Neto      | Portugal |

#### Meilleure joueuse portugaise
Diana Silva, a été élue meilleure joueuse portugaise du tournoi par Allianz.
| Meilleure joueuse | Equipe   |
| ----------------- | -------- |
| Diana Silva       | Portugal |

### Meilleure buteuse
| Meilleure buteuse  | Equipe   | Buts |
| ------------------ | -------- | ---- |
| Christine Sinclair | Canada   | 3    |
| Lieke Martens      | Pays-Bas | 3    |
| Fridolina Rolfö    | Suède    | 3    |

### Fair Play
Au classement du Fair Play, le Japon et la Suède sont à égalité de points, néanmoins les japonaises remportent le trophée avec la moyenne d'âge la plus jeune.
| EQUIPE | PTS |
| ------ | --- |
| Japon  | -2  |